# John Bacon
Pour les articles homonymes, voir Bacon.
John Bacon (24 novembre 1740, Southwark, Londres - 4 août 1799) est un sculpteur britannique, fils d'un tisserand du comté de Somerset.
À l'âge de 14 ans, il devient apprenti d'un fabricant de porcelaine à Lambeth, où il commence par peindre les motifs sur les porcelaines de Chine, puis devient modeleur. Son sens de l'observation critique au sujet d'objets créés par différents sculpteurs renommés envoyés pour être fondus a déterminé et dirigé son génie. Il les imite avec tellement de réussite qu'en 1758, une de ses figurines, qu'il a envoyée à l'Académie des Arts (Society of Arts), reçoit un prix, et les primes les plus élevées de cette société lui sont attribuées 9 fois entre 1763 et 1776.
Pendant sa période d'apprentissage, il a aussi amélioré ses techniques de travail sur des matériaux artificiels, un art dans lequel il atteindra la perfection. Bacon commence à travailler sur du marbre en 1763 et, pendant ses premiers pas dans cette technique, il améliore la méthode de transfert du modèle sur le marbre, ou mise aux points (une technique de placement des points les plus importants), en inventant un outil plus efficace que ceux existant alors. Cet outil a plusieurs avantages : il est plus précis, peut mesurer les écarts entre les points dans toutes les directions, a la taille et la forme d'un petit compas et peut être utilisé à la fois sur le marbre et sur le modèle.
En 1769, il obtient la première médaille d'or décernée par l'Académie royale de Grande-Bretagne pour un bas-relief représentant la fuite d'Énée hors de Troie. En 1770, il expose une statue de Mars, pour laquelle il obtient la médaille d'or de l'Académie des Arts et son titre d'Associé de l'Académie royale.
Grâce à ses succès, il est engagé pour réaliser un buste du Roi George III pour l'Église Chrétienne d'Oxford. Il acquiert ainsi à vie les faveurs du roi, bien qu'il soit régulièrement critiqué pour son ignorance des styles classiques. Il prouvera le contraire en montrant que plusieurs de ses sculptures sont dans la plus pure tradition classique. Il décède le 4 août 1799 et est inhumé dans la chapelle de Whitfield à Londres.
Ses œuvres peuvent être admirées au Royaume-Uni :
- à Bath : dans l'abbaye
- à Bristol : dans la cathédrale
- à Londres : dans la Cathédrale Saint-Paul,
- à Oxford : dans l'Église Chrétienne et à l'université de Pembroke
- à Westminster : dans l'abbaye